# Hamilkar Barkas
Hamilkar Barkas (phönizisch 𐤇𐤌𐤋𐤒𐤓𐤕𐤟𐤁𐤓𐤒 Ḥmlk Brq; * um 270 v. Chr.; † 229 v. Chr. in Hispanien) war ein karthagischer Staatsmann und Feldherr. Über seine eigenen Leistungen hinaus ist er bekannt durch seinen Sohn, Hannibal, der die Römer im Zweiten Punischen Krieg an den Rand des Untergangs brachte.
Der punische Name (transliteriert: Ḥmlk hbrq) bedeutet wörtlich: Bruder Melkarts, der Blitz.

## Leben und Karriere
Hamilkar machte sich an drei Schauplätzen einen Namen als General: Gegen Ende des Ersten Punischen Kriegs war er Oberbefehlshaber des Heeres auf Sizilien, schlug anschließend den Aufstand der Söldner in Afrika nieder und unterwarf später große Teile Hispaniens. Die Römer nannten ihn den „Blitz“, da er schnell und unerwartet zuschlug, was auf Punisch als Brq oder vokalisiert Baraq wiedergegeben und zu Barcas latinisiert wurde (vgl. im arabischen al-Barq, البرق oder im Hebräischen Baraq בָּרָק). Nach diesem Beinamen werden seine Söhne Hannibal, Hasdrubal und Mago, teilweise auch seine Parteigänger (vor allem sein Schwiegersohn Hasdrubal), Barkiden genannt.
In der letzten Phase des Ersten Punischen Krieges erhielt Hamilkar ab 247 v. Chr. den Oberbefehl über die karthagischen Landtruppen in Sizilien. Dort hatte sich der Krieg deutlich zu Ungunsten der Punier entwickelt, deren Gebiete von den Römern auf wenige Städte im Westen der Insel begrenzt worden waren. Überdies kam es zum Konflikt zwischen Hamilkar und dem Feldherrn Hanno, einem innenpolitischen Feind der Barkiden, der die Kampfkraft der Karthager schwächte. Durch Partisanen-Taktiken konnte Hamilkar den Römern mehrere Niederlagen zufügen und verlorene Gebiete zurückgewinnen. Ein römischer Sieg zur See in der Schlacht bei den Ägatischen Inseln machte seine Erfolge im März 241 aber zunichte, da Hamilkar nun der Nachschub abgeschnitten war. Der karthagische Senat beauftragte daraufhin seinen unbesiegten General mit den unvermeidlich gewordenen Friedensverhandlungen. Karthago musste Sizilien aufgeben und hohe Reparationen an Rom zahlen.
Zudem musste es nach dem Krieg aus Kostengründen sein gewaltiges Söldnerheer demobilisieren. Dies mündete in eine Rebellion der Mannschaften, die aus der ganzen Oikumene stammten. Zudem gelang es den libyschen Söldnern, einige ihrer Heimatstädte zum Abfall zu bewegen. Dies führte zum Söldnerkrieg von 241 bis 238, der letztlich die Existenz des punischen Staates stärker bedrohte als der vorangegangene Krieg gegen Rom. Nachdem die Karthager mehrere Schlachten gegen die Aufständischen verloren hatten, wurde Hamilkar der Oberbefehl übertragen. Er musste nun einen Vernichtungskrieg gegen Leute führen, die er selbst zum großen Teil jahrelang ausgebildet und kommandiert hatte. Es gelang ihm, eine Wende des Kampfes herbeizuführen und die rebellierenden Städte und Söldner niederzuwerfen.
In der nächsten Zeit wurde Hamilkar innenpolitisch aktiv. Die Römer hatten gegen Ende des Söldnerkrieges die Schwäche Karthagos ausgenutzt und im Jahre 238 Sardinien annektiert, das im Friedensvertrag drei Jahre zuvor noch den Puniern belassen worden war. Möglicherweise geht der Beschluss, auf der iberischen Halbinsel neue Territorien zu unterwerfen, an denen die Römer noch kein Interesse gezeigt hatten, auf Hamilkar zurück. Ab 237 v. Chr. eroberte er den südlichen und östlichen Teil der iberischen Halbinsel. Durch die Erschließung von Silberminen und Handelsstützpunkten konnte er die Verluste seiner Heimatstadt aus dem Kampf gegen die Römer mehr als ausgleichen. Den Mittelpunkt des punischen Kolonialreiches bildete die Stadt Akra Leuke, das heutige Alicante.
229 v. Chr. fiel Hamilkar in einem Gefecht mit den Vettonen, vielleicht in einem Hinterhalt. Sein Schwiegersohn Hasdrubal erweiterte und festigte in den Folgejahren die Herrschaft der Karthager auf der iberischen Halbinsel.

## Würdigung
In den Quellen wird Hamilkars Leistung als Feldherr hervorgehoben, doch sind die Ergebnisse seiner Feldzüge, auf jeden Fall in Sizilien, eher bescheiden. Auf der anderen Seite entschied er den Söldnerkrieg zu Karthagos Gunsten und schuf seiner Stadt im Westen ein neues Machtzentrum. Die These, dass er damit zu einem weiteren Krieg gegen Rom rüstete (zusammengefasst in einer Szene, in der er seinen neunjährigen Sohn einen Eid schwören ließ), ist äußerst zweifelhaft.

## Nachleben
Einer Legende nach wird Hamilcar die Gründung der Stadt Barcelona um 230 v. Chr. zugeschrieben. Wegen der Namensähnlichkeiten der karthagischen Dynastie Barkas und der heutigen Stadt wird angenommen, dass der Name Barcelona auf die Gründung oder Eroberung dieser Siedlung durch die Dynastie der Barkas zurückgehen könnte.
Gustave Flaubert stellt eine fiktive Tochter Salammbô des Hamilkar Barkas in das Zentrum seines gleichnamigen Romans, der Karthago zur Zeit der Söldnerkriege schildert.